# Chalcoscirtus pseudoinfimus
Chalcoscirtus pseudoinfimus es una especie de araña araneomorfa del género Chalcoscirtus, familia Salticidae. Fue descrita científicamente por Ovtsharenko en 1978.
Se distribuye por Georgia. El cuerpo del macho mide aproximadamente 3 milímetros de longitud y el de la hembra 3,4 milímetros.